# ГЕС Mínzhì
ГЕС Mínzhì (民治水电站) — гідроелектростанція у центральній частині Китаю в провінції Сичуань. Знаходячись між ГЕС Qiāoqì (вище по течії) та ГЕС Bǎoxìng, входить до складу каскаду на річці Bǎoxìng — верхній течії Qingyi, яка приєднується ліворуч до Дадухе незадовго до впадіння останньої праворуч до Міньцзян (велика ліва притока Янцзи).
В межах проекту річку перекрили бетонною греблею висотою 19 метрів та довжиною 155 метрів, яка утримує невелику водойму з об'ємом 880 тис. м3.  Зі сховища ресурс транспортується до машинного залу через дериваційний тунель довжиною 7,8 км.
Основне обладнання станції становлять три турбіни потужністю по 35 МВт, які використовують напір у 218 метрів та забезпечують виробництво 554 млн кВт-год електроенергії на рік.